# Airmont (Nova Iorque)
Airmont é uma vila localizada no estado americano de Nova Iorque, no Condado de Rockland.

## Demografia
Segundo o censo americano de 2000, a sua população era de 7799 habitantes.
Em 2006, foi estimada uma população de 8647, um aumento de 848 (10.9%).

## Geografia
De acordo com o United States Census Bureau tem uma área de 11,9 km², dos quais 11,9 km² cobertos por terra e 0,0 km² cobertos por água.

## Localidades na vizinhança
O diagrama seguinte representa as localidades num raio de 4 km ao redor de Airmont.